# Catocala apunctaleuca
Catocala apunctaleuca là một loài bướm đêm trong họ Erebidae.